# Мицена наклонённая
Мице́на наклонённая (лат. Mycéna inclináta) — вид грибов рода Мицена семейства Миценовые. Редуцент, съедобность сомнительна. Распространён в Европе, Северной Африке, Азии, Австралазии и Северной Америке. Два особых подвида, описанных Эдредом Корнером, встречаются на Борнео. Гриб растёт группами на пнях и стволах поваленных деревьев, особенно предпочитая дуб. Внешне может быть перепутан с другими грибами того же рода: миценой колпаковидной и Mycena maculata.

## Таксономия
Впервые вид был описан как Agaricus inclinatus в 1838 году шведским микологом Элиасом Фрисом. Своё нынешнее общепринятое имя он получил в 1872 году в работе Люсьена Келе. Mycena galericulata calopus (название, использованное Петером Карстеном, 1879) и базионим Agaricus galericulatus calopus (Фрис, 1873) — также синонимичные названия вида.
Исследования рибосомных РНК с грибов, находящихся в симбиозе с орхидеей Gastrodia confusa, показали, что генетически вид очень схож с Mycena aurantiomarginata, Mycena crocata и Mycena leaiana.